# Echipa națională de fotbal a Poloniei
Echipa națională de fotbal a Poloniei reprezintă Asociația Poloneză de Fotbal în competițiile regionale și internaționale. Primul meci oficial al Poloniei a avut loc în anul 1921. Jucătorii echipei naționale sunt porecliți „Vulturii”, iar această pasăre se află pe sigla echipei, fiind de culoare albă, pe un fundal roșu.
Epoca de aur a echipei naționale a Poloniei a considerată în anii 1970 și 1980, când polonezii au ajuns de două ori în semifinalele Campionatului Mondial și au câștigat aurul olimpic la Munchen 1972 și argintul patru ani mai târziu la Montreal.

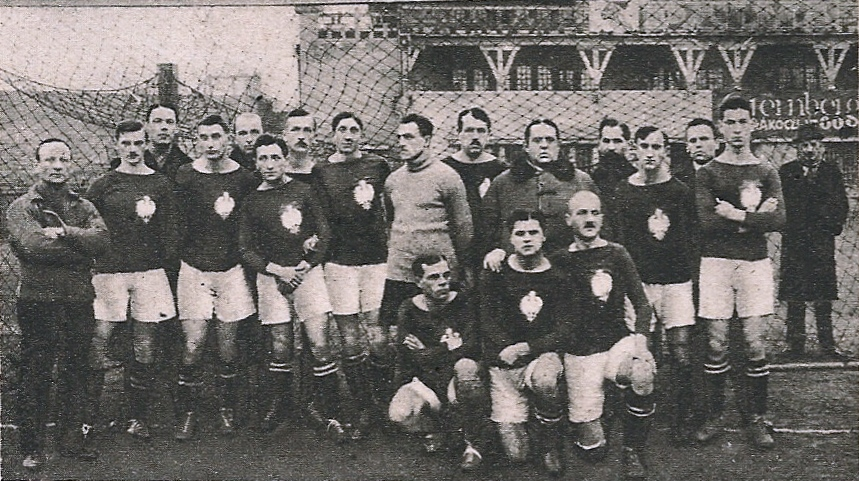
Polonia - 1921

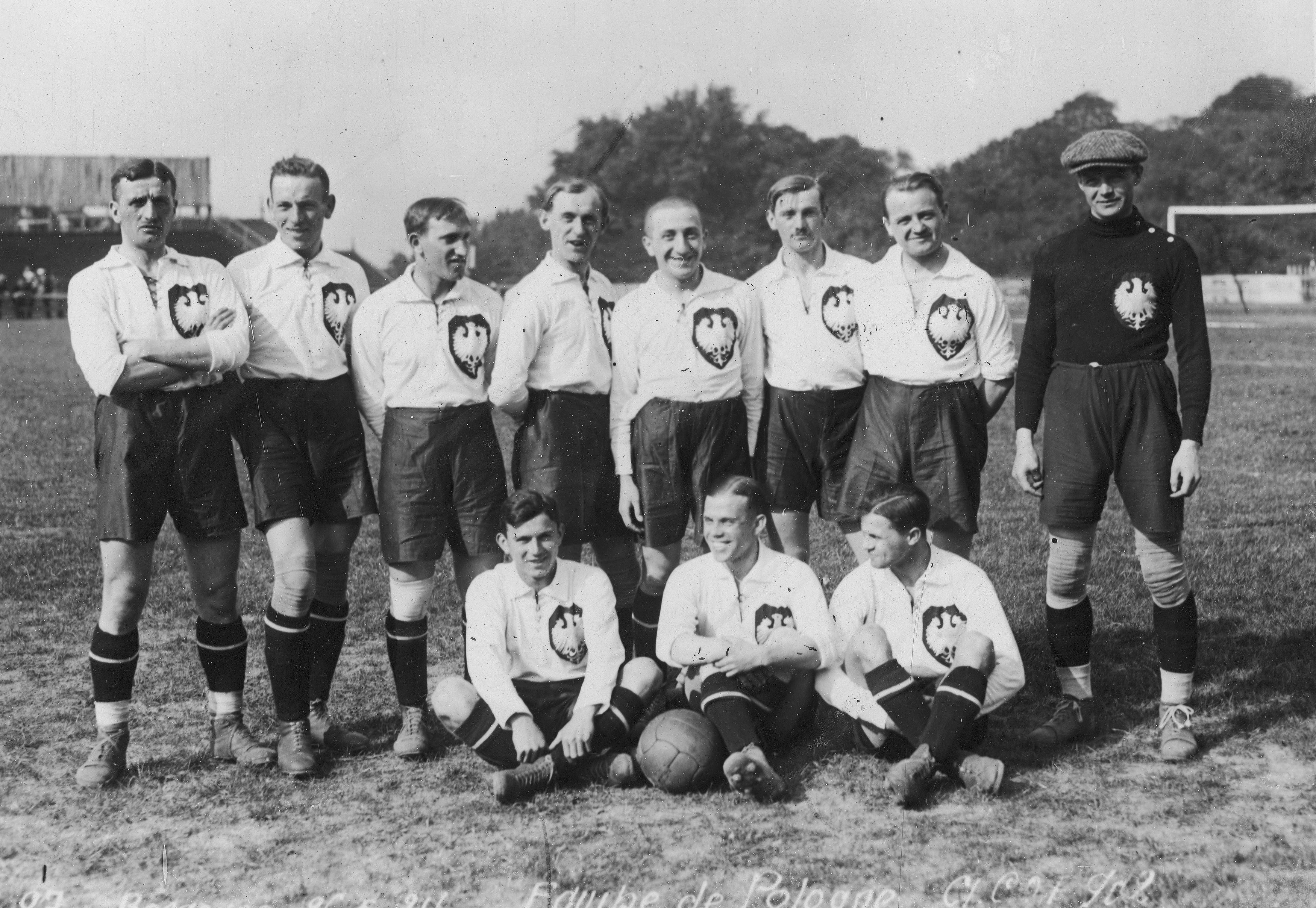
Polonia - 1924

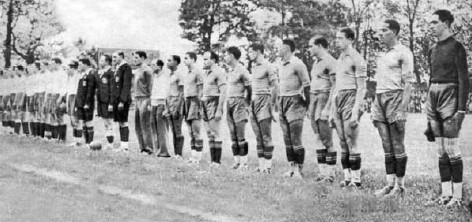
Polonia 5:6 Brazilia - 1938

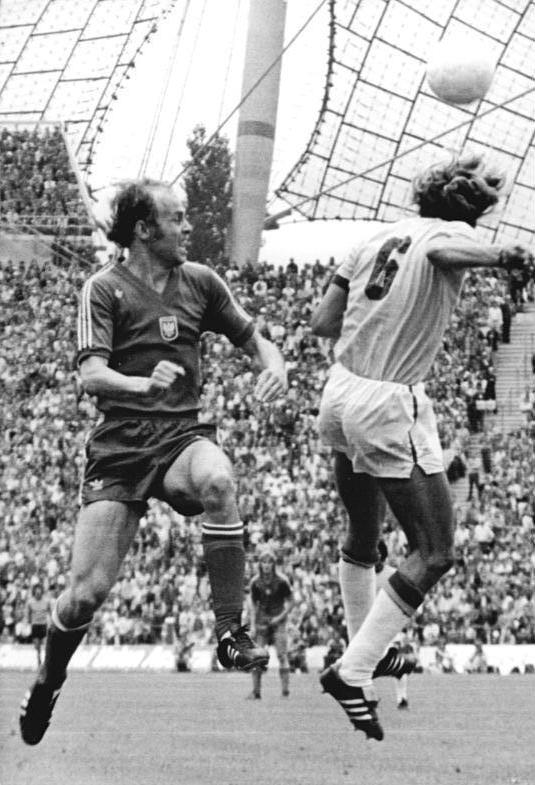
Polonia 1:0 Brazilia - 1974

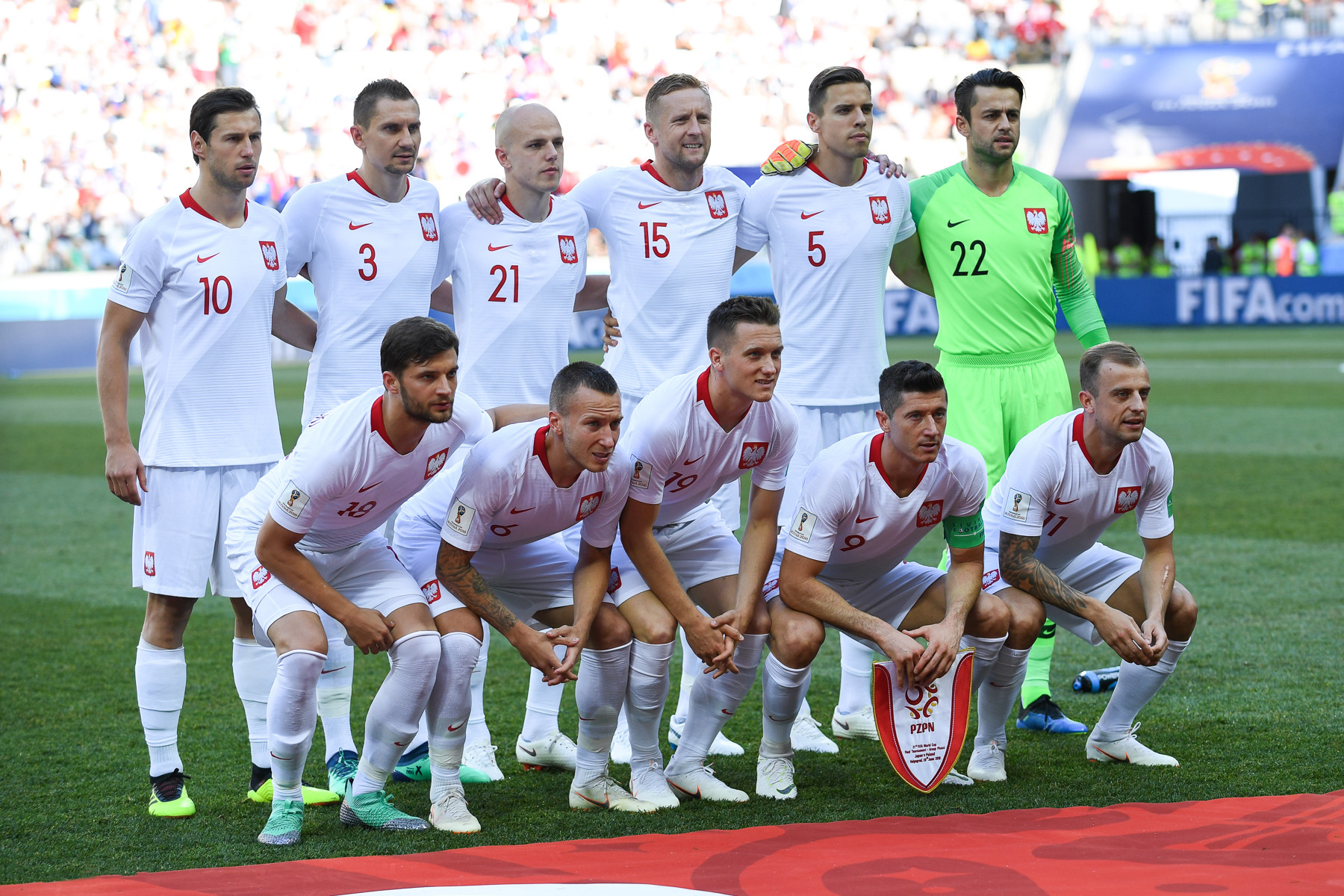
Polonia - 2018

## Palmares

### Campionatul Mondial
- Locul al III-lea (2)  1974,  1982

| Țară(i) gazdă / An | Rundă            | Poziția          | MJ               | C                | E*               | P                | GM               | GP               |
| ------------------ | ---------------- | ---------------- | ---------------- | ---------------- | ---------------- | ---------------- | ---------------- | ---------------- |
| 1930               | Nu a participat  | Nu a participat  | Nu a participat  | Nu a participat  | Nu a participat  | Nu a participat  | Nu a participat  | Nu a participat  |
| 1934               | Nu s-a calificat | Nu s-a calificat | Nu s-a calificat | Nu s-a calificat | Nu s-a calificat | Nu s-a calificat | Nu s-a calificat | Nu s-a calificat |
| 1938               | Optimi           | 11               | 1                | 0                | 0                | 1                | 5                | 6                |
| 1950 - 1970        | Nu s-a calificat | Nu s-a calificat | Nu s-a calificat | Nu s-a calificat | Nu s-a calificat | Nu s-a calificat | Nu s-a calificat | Nu s-a calificat |
| 1974               | Finala Mică      | 3                | 7                | 6                | 0                | 1                | 16               | 5                |
| 1978               | A doua fază      | 5                | 6                | 3                | 1                | 2                | 6                | 6                |
| 1982               | Finala Mică      | 3                | 7                | 3                | 3                | 1                | 11               | 5                |
| 1986               | Optimi           | 14               | 4                | 1                | 1                | 2                | 1                | 7                |
| 1990 - 1998        | Nu s-a calificat | Nu s-a calificat | Nu s-a calificat | Nu s-a calificat | Nu s-a calificat | Nu s-a calificat | Nu s-a calificat | Nu s-a calificat |
| 2002               | Faza Grupelor    | 25               | 3                | 1                | 0                | 2                | 3                | 7                |
| 2006               | Faza Grupelor    | 21               | 3                | 1                | 0                | 2                | 2                | 4                |
| 2010               | Nu s-a calificat | Nu s-a calificat | Nu s-a calificat | Nu s-a calificat | Nu s-a calificat | Nu s-a calificat | Nu s-a calificat | Nu s-a calificat |
| 2014               | Nu s-a calificat | Nu s-a calificat | Nu s-a calificat | Nu s-a calificat | Nu s-a calificat | Nu s-a calificat | Nu s-a calificat | Nu s-a calificat |
| 2018               | Faza Grupelor    | 25               | 3                | 1                | 0                | 2                | 2                | 5                |
| 2022               | Optimi           | 15               | 4                | 1                | 1                | 2                | 3                | 5                |
| Total              | 9/22             |                  | 38               | 17               | 6                | 15               | 49               | 50               |

### Campionatul European
| 1960 - 2004 | Nu s-a calificat | Nu s-a calificat | Nu s-a calificat | Nu s-a calificat | Nu s-a calificat | Nu s-a calificat | Nu s-a calificat | Nu s-a calificat | Nu s-a calificat | Nu s-a calificat |
| 2008        | Faza grupelor    | 14               | 3                | 0                | 1                | 2                | 1                | 4                |                  |                  |
| 2012        | Faza grupelor    | 14               | 3                | 0                | 2                | 1                | 2                | 3                |                  |                  |
| 2016        | Sferturi         | 5                | 5                | 2                | 3                | 0                | 4                | 2                |                  |                  |
| 2020        | Faza grupelor    | 21               | 3                | 0                | 1                | 2                | 4                | 6                |                  |                  |
| 2024        | Faza grupelor    |                  | 3                | 0                | 1                | 2                | 3                | 6                |                  |                  |
| Total       | 5/17             |                  | 17               | 2                | 8                | 7                | 14               | 21               |                  |                  |

### Jocurile Olimpice
- Medalia de aur (1)  1972
- Medalia de argint (2)  1976,  1992

## Rezultate

### Campionatul Mondial
| Rezultate obținute la Campionatul Mondial | Rezultate obținute la Campionatul Mondial | Rezultate obținute la Campionatul Mondial | Rezultate obținute la Campionatul Mondial |
| Anul                                      | Runda                                     | Scor                                      | Rezultat                                  |
| ----------------------------------------- | ----------------------------------------- | ----------------------------------------- | ----------------------------------------- |
| 1938                                      | Optimi                                    | Polonia 5 – 6 Brazilia                    | Înfrângere                                |
| 1974                                      | Runda 1                                   | Polonia 3 – 2 Argentina                   | Victorie                                  |
| 1974                                      | Runda 1                                   | Polonia 7 – 0 Haiti                       | Victorie                                  |
| 1974                                      | Runda 1                                   | Polonia 2 – 1 Italia                      | Victorie                                  |
| 1974                                      | Runda 2                                   | Polonia 1 – 0 Suedia                      | Victorie                                  |
| 1974                                      | Runda 2                                   | Polonia 2 – 1 Iugoslavia                  | Victorie                                  |
| 1974                                      | Runda 2                                   | Polonia 0 – 1 Germania de Vest            | Înfrângere                                |
| 1974                                      | Finala Mică                               | Polonia 1 – 0 Brazilia                    | Victorie                                  |
| 1978                                      | Runda 1                                   | Polonia 0 – 0 Germania de Vest            | Egal                                      |
| 1978                                      | Runda 1                                   | Polonia 1 – 0 Tunisia                     | Victorie                                  |
| 1978                                      | Runda 1                                   | Polonia 3 – 1 Mexic                       | Victorie                                  |
| 1978                                      | Runda 2                                   | Polonia 0 – 2 Argentina                   | Înfrângere                                |
| 1978                                      | Runda 2                                   | Polonia 1 – 0 Peru                        | Victorie                                  |
| 1978                                      | Runda 2                                   | Polonia 1 – 3 Brazilia                    | Înfrângere                                |
| 1982                                      | Prima Fază                                | Polonia 0 – 0 Italia                      | Egal                                      |
| 1982                                      | Prima Fază                                | Polonia 0 – 0 Camerun                     | Egal                                      |
| 1982                                      | Prima Fază                                | Polonia 5 – 1 Peru                        | Victorie                                  |
| 1982                                      | Faza a doua                               | Polonia 3 – 0 Belgia                      | Victorie                                  |
| 1982                                      | Faza a doua                               | Polonia 0 – 0 Uniunea Sovietică           | Egal                                      |
| 1982                                      | Semifinala                                | Polonia 0 – 2 Italia                      | Înfrângere                                |
| 1982                                      | Finala Mică                               | Polonia 3 – 2 Franța                      | Victorie                                  |
| 1986                                      | Faza Grupelor                             | Polonia 0 – 0 Maroc                       | Egal                                      |
| 1986                                      | Faza Grupelor                             | Polonia 1 – 0 Portugalia                  | Victorie                                  |
| 1986                                      | Faza Grupelor                             | Polonia 0 – 3 Anglia                      | Înfrângere                                |
| 1986                                      | Optimi                                    | Polonia 0 – 4 Brazilia                    | Înfrângere                                |
| 2002                                      | Faza Grupelor                             | Polonia 0 – 2 Coreea de Sud               | Înfrângere                                |
| 2002                                      | Faza Grupelor                             | Polonia 0 – 4 Portugalia                  | Înfrângere                                |
| 2002                                      | Faza Grupelor                             | Polonia 3 – 1 Statele Unite ale Americii  | Victorie                                  |
| 2006                                      | Faza Grupelor                             | Polonia 0 – 2 Ecuador                     | Înfrângere                                |
| 2006                                      | Faza Grupelor                             | Polonia 0 – 1 Germania                    | Înfrângere                                |
| 2006                                      | Faza Grupelor                             | Polonia 2 – 1 Costa Rica                  | Victorie                                  |
| 2018                                      | Faza Grupelor                             | Polonia 1 – 2 Senegal                     | Înfrângere                                |
| 2018                                      | Faza Grupelor                             | Polonia 0 – 3 Columbia                    | Înfrângere                                |
| 2018                                      | Faza Grupelor                             | Polonia 1 – 0 Japonia                     | Victorie                                  |
| 2022                                      | Faza Grupelor                             | Polonia 0 – 0 Mexic                       | Egal                                      |
| 2022                                      | Faza Grupelor                             | Polonia 2 – 0 Arabia Saudită              | Victorie                                  |
| 2022                                      | Faza Grupelor                             | Polonia 0 – 2 Argentina                   | Înfrângere                                |
| 2022                                      | Optimi                                    | Polonia 1 – 3 Franța                      | Înfrângere                                |

### Campionatul European
| Faza | Naționala | Scor | Adversar | Final |
| ---- | --------- | ---- | -------- | ----- |

| Grupe | Polonia | 1 - 2 | Țările de Jos | Înfrângere |
| Grupe | Polonia | 1 - 3 | Austria       | Înfrângere |
| Grupe | Polonia | 1 - 1 | Franța        | Remiză     |

| Grupe | Polonia | 1 - 2 | Slovacia | Înfrângere |
| Grupe | Polonia | 1 - 1 | Spania   | Remiză     |
| Grupe | Polonia | 2 - 3 | Suedia   | Înfrângere |

| Grupe    | Polonia | 1 - 0 | Irlanda de Nord | Victorie |
| Grupe    | Polonia | 0 - 0 | Germania        | Remiză   |
| Grupe    | Polonia | 1 - 0 | Ucraina         | Victorie |
| Optimi   | Polonia | 1 - 1 | Elveția         | Remiză   |
| Optimi   | Polonia | 5 : 4 | Elveția         | Penalty  |
| Sferturi | Polonia | 1 - 1 | Portugalia      | Remiză   |
| Sferturi | Polonia | 3 : 5 | Portugalia      | Penalty  |

| Grupe | Polonia | 1 - 1 | Grecia | Remiză     |
| Grupe | Polonia | 1 - 1 | Rusia  | Remiză     |
| Grupe | Polonia | 0 - 1 | Cehia  | Înfrângere |

| Grupe | Polonia | 0 - 2 | Germania | Înfrângere |
| Grupe | Polonia | 1 - 1 | Austria  | Remiză     |
| Grupe | Polonia | 0 - 1 | Croația  | Înfrângere |

## Meciuri - întâlniri directe
| Naționala | Meciuri | Victorie | Remiză | Înfrângere                 | Adversar  |
| --------- | ------- | -------- | ------ | -------------------------- | --------- |
| Polonia   |         |          |        |                            |           |
| 4         | 1       | 0        | 3      | Brazilia                   |           |
| 3         | 0       | 1        | 2      | Germania                   |           |
| 3         | 1       | 1        | 1      | Italia                     |           |
| 3         | 1       | 0        | 2      | Argentina                  |           |
| 2         | 2       | 0        | 0      | Peru                       |           |
| 2         | 1       | 0        | 1      | Portugalia                 |           |
| 1         | 0       | 0        | 1      | Anglia                     |           |
| 1         | 1       | 0        | 0      | Belgia                     |           |
| 1         | 0       | 1        | 0      | Camerun                    |           |
| 1         | 0       | 0        | 1      | Columbia                   |           |
| 1         | 0       | 0        | 1      | Coreea de Sud              |           |
| 1         | 1       | 0        | 0      | Costa Rica                 |           |
| 1         | 0       | 0        | 1      | Ecuador                    |           |
| 2         | 1       | 0        | 1      | Franța                     |           |
| 1         | 1       | 0        | 0      | Haiti                      |           |
| 1         | 1       | 0        | 0      | Iugoslavia                 |           |
| 1         | 1       | 0        | 0      | Japonia                    |           |
| 1         | 0       | 1        | 0      | Maroc                      |           |
| 2         | 1       | 1        | 0      | Mexic                      |           |
| 1         | 0       | 0        | 1      | Senegal                    |           |
| 1         | 1       | 0        | 0      | Statele Unite ale Americii |           |
| 1         | 1       | 0        | 0      | Suedia                     |           |
| 1         | 1       | 0        | 0      | Tunisia                    |           |
| 1         | 0       | 1        | 0      | Uniunea Sovietică          |           |
| Total     | 38      | 17       | 6      | 15                         | 24 echipe |

| Naționala | Meciuri | Victorie | Remiză | Înfrângere      | Adversar  |
| --------- | ------- | -------- | ------ | --------------- | --------- |
| Polonia   |         |          |        |                 |           |
| 2         | 0       | 1        | 1      | Austria         |           |
| 1         | 0       | 0        | 1      | Cehia           |           |
| 1         | 0       | 0        | 1      | Croația         |           |
| 1         | 0       | 1        | 0      | Elveția         |           |
| 1         | 0       | 1        | 0      | Franța          |           |
| 2         | 0       | 1        | 1      | Germania        |           |
| 1         | 0       | 1        | 0      | Grecia          |           |
| 1         | 1       | 0        | 0      | Irlanda de Nord |           |
| 1         | 0       | 1        | 0      | Portugalia      |           |
| 1         | 0       | 1        | 0      | Rusia           |           |
| 1         | 0       | 0        | 1      | Slovacia        |           |
| 1         | 0       | 1        | 0      | Spania          |           |
| 1         | 0       | 0        | 1      | Suedia          |           |
| 1         | 0       | 0        | 1      | Țările de Jos   |           |
| 1         | 1       | 0        | 0      | Ucraina         |           |
| Total     | 17      | 2        | 8      | 7               | 15 echipe |

## Lotul actual
Următorii 26 de jucători au fost incluși în lotul echipei pentru a disputa Campionatul European de Fotbal 2024.

Selecțiile și golurile sunt actualizate la 10 iunie 2024.
| Nr. | Poz. | Jucător                      | Data nașterii (vârsta)        | Selecții | Goluri | Club                   |
| --- | ---- | ---------------------------- | ----------------------------- | -------- | ------ | ---------------------- |
| 1   | P    | Wojciech Szczęsny            | 18 aprilie 1990 (35 de ani)   | 82       | 0      | Juventus               |
| 12  | P    | Łukasz Skorupski             | 5 mai 1991 (34 de ani)        | 10       | 0      | Bologna                |
| 22  | P    | Marcin Bułka                 | 4 octombrie 1999 (25 de ani)  | 1        | 0      | Nice                   |
|     |      |                              |                               |          |        |                        |
| 2   | F    | Bartosz Salamon              | 1 mai 1991 (34 de ani)        | 14       | 0      | Lech Poznań            |
| 3   | F    | Paweł Dawidowicz             | 20 mai 1995 (30 de ani)       | 11       | 0      | Hellas Verona          |
| 4   | F    | Sebastian Walukiewicz        | 5 aprilie 2000 (25 de ani)    | 4        | 1      | Empoli                 |
| 5   | F    | Jan Bednarek                 | 12 aprilie 1996 (29 de ani)   | 57       | 1      | Southampton            |
| 14  | F    | Jakub Kiwior                 | 15 februarie 2000 (25 de ani) | 23       | 1      | Arsenal                |
| 15  | F    | Tymoteusz Puchacz            | 23 ianuarie 1999 (26 de ani)  | 14       | 0      | 1. FC Kaiserslautern   |
| 18  | F    | Bartosz Bereszyński          | 12 iulie 1992 (33 de ani)     | 55       | 0      | Empoli                 |
|     |      |                              |                               |          |        |                        |
| 6   | M    | Jakub Piotrowski             | 4 octombrie 1997 (27 de ani)  | 6        | 2      | Ludogorets Razgrad     |
| 8   | M    | Jakub Moder                  | 7 aprilie 1999 (26 de ani)    | 23       | 2      | Brighton & Hove Albion |
| 10  | M    | Piotr Zieliński              | 20 mai 1994 (31 de ani)       | 90       | 12     | Napoli                 |
| 11  | M    | Kamil Grosicki               | 8 iunie 1988 (37 de ani)      | 93       | 17     | Pogoń Szczecin         |
| 13  | M    | Taras Romanczuk              | 14 noiembrie 1991 (33 de ani) | 3        | 1      | Jagiellonia Białystok  |
| 17  | M    | Damian Szymański             | 16 iunie 1995 (30 de ani)     | 18       | 2      | AEK Athens             |
| 19  | M    | Przemysław Frankowski        | 12 aprilie 1995 (30 de ani)   | 41       | 3      | Lens                   |
| 20  | M    | Sebastian Szymański          | 10 mai 1999 (26 de ani)       | 34       | 3      | Fenerbahçe             |
| 21  | M    | Nicola Zalewski              | 23 ianuarie 2002 (23 de ani)  | 18       | 1      | Roma                   |
| 24  | M    | Bartosz Slisz                | 29 martie 1999 (26 de ani)    | 9        | 0      | Atlanta United         |
| 25  | M    | Michał Skóraś                | 15 februarie 2000 (25 de ani) | 8        | 0      | Club Brugge            |
| 26  | M    | Kacper Urbański              | 7 septembrie 2004 (20 de ani) | 2        | 0      | Bologna                |
|     |      |                              |                               |          |        |                        |
| 7   | A    | Karol Świderski              | 23 ianuarie 1997 (28 de ani)  | 31       | 11     | Hellas Verona          |
| 9   | A    | Robert Lewandowski (căpitan) | 21 august 1988 (36 de ani)    | 150      | 82     | Barcelona              |
| 16  | A    | Adam Buksa                   | 12 iulie 1996 (29 de ani)     | 15       | 6      | Antalyaspor            |
| 23  | A    | Krzysztof Piątek             | 1 iulie 1995 (30 de ani)      | 29       | 11     | İstanbul Bașakșehir    |

## Jucători

### Cei mai selecționați jucători

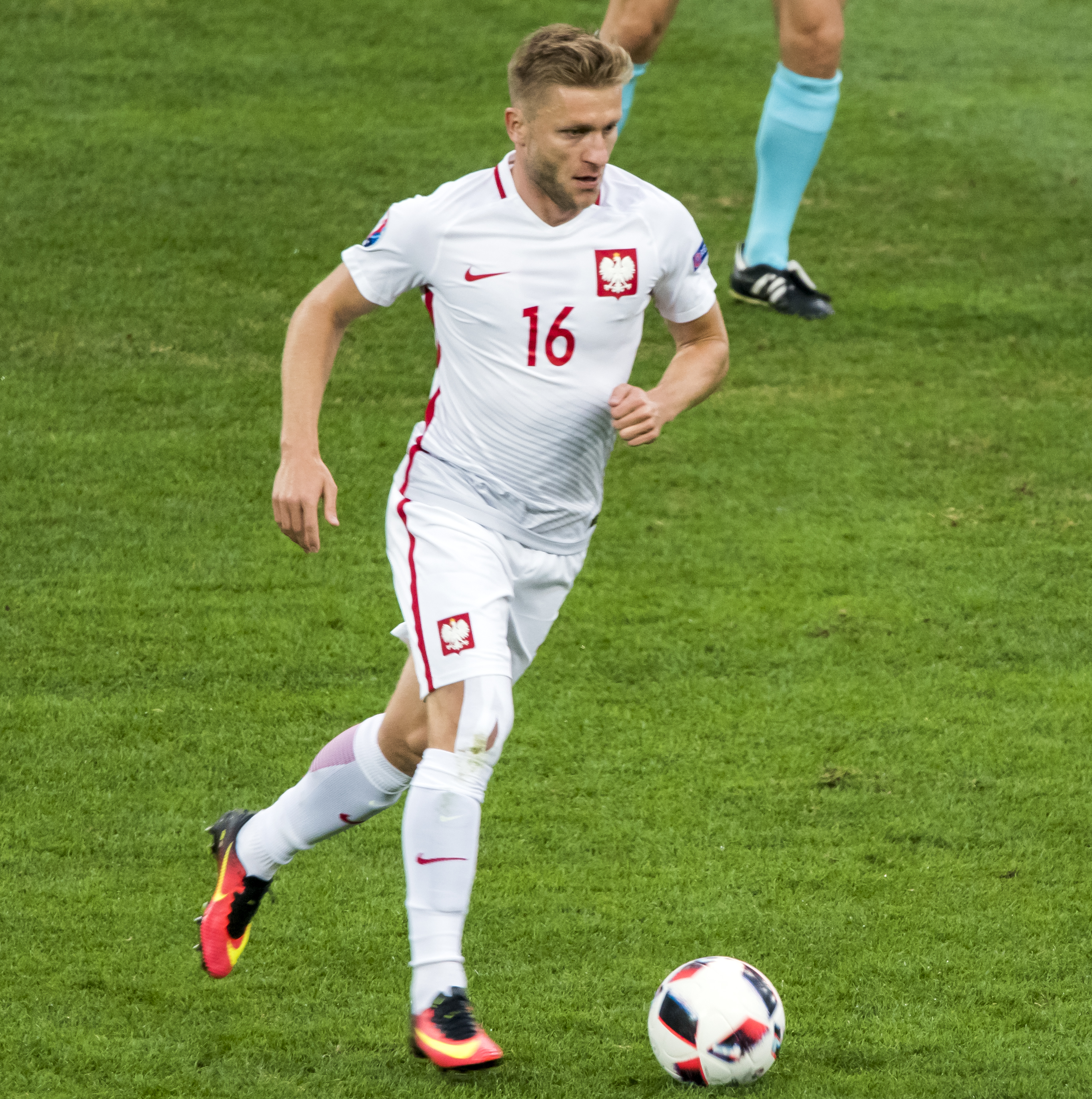
Jakub Błaszczykowski

- 23.01.2021

| #  | Nume                 | Perioadă  | Selecții | Goluri |
| -- | -------------------- | --------- | -------- | ------ |
| 1  | Robert Lewandowski   | 2008–     | 116      | 63     |
| 2  | Jakub Błaszczykowski | 2006–     | 108      | 21     |
| 3  | Michał Żewłakow      | 1998–2011 | 102      | 3      |
| 4  | Grzegorz Lato        | 1971–1984 | 100      | 45     |
| 5  | Kazimierz Deyna      | 1968–1978 | 97       | 41     |
| 6  | Jacek Bąk            | 1993–2008 | 96       | 3      |
| 6  | Jacek Krzynówek      | 1999–2009 | 96       | 15     |
| 7  | Władysław Żmuda      | 1973–1986 | 91       | 2      |
| 8  | Antoni Szymanowski   | 1970–1980 | 82       | 1      |
| 9  | Zbigniew Boniek      | 1976–1988 | 80       | 24     |
| 10 | Włodzimierz Lubański | 1963–1981 | 75       | 48     |

- Îngroșat – în activitate

### Golgeteri

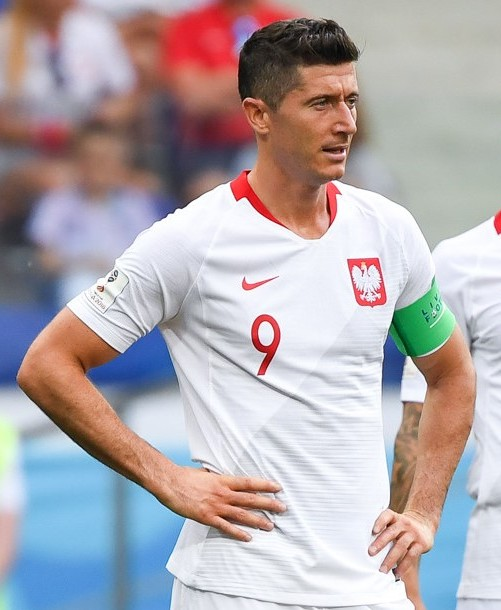
Robert Lewandowski

- 23.01.2021

| #  | Nume                 | Perioadă  | Goluri | Selecții |
| -- | -------------------- | --------- | ------ | -------- |
| 1  | Robert Lewandowski   | 2008–     | 63     | 116      |
| 2  | Włodzimierz Lubański | 1963–1980 | 48     | 75       |
| 3  | Grzegorz Lato        | 1971–1984 | 45     | 100      |
| 4  | Kazimierz Deyna      | 1968–1978 | 41     | 97       |
| 5  | Ernest Pohl          | 1955–1965 | 39     | 46       |
| 6  | Andrzej Szarmach     | 1973–1982 | 32     | 61       |
| 7  | Gerard Cieślik       | 1947–1958 | 27     | 45       |
| 8  | Zbigniew Boniek      | 1976–1988 | 24     | 80       |
| 9  | Ernest Wilimowski    | 1934–1939 | 21     | 22       |
| 9  | Jakub Błaszczykowski | 2006–     | 21     | 108      |
| 10 | Euzebiusz Smolarek   | 2002–2010 | 20     | 47       |
| 10 | Dariusz Dziekanowski | 1981–1990 | 20     | 63       |

- Îngroșat – jucători în activitate

## Jucători notabili
Jucători care au cel puțin 50 de selecții la națională sau au înscris cel puțin 10 goluri.
| - Anii '20 - Wawrzyniec Staliński (1922–1928) - Józef Nawrot (1928–1935) - Anii '30 - Ernest Wilimowski (1934–1939) - Leonard Piątek (1936–1939) - Anii '40 - Gerard Cieślik (1947–1958) - Anii '50 - Edward Szymkowiak (1952–1965) - Lucjan Brychczy (1954–1969) - Ernest Pol (1955–1965) - Eugeniusz Faber (1959–1969) - Anii '60 - Stanisław Oślizło (1961–1971) - Zygfryd Szołtysik (1963–1972) - Włodzimierz Lubański (1963–1980) - Andrzej Jarosik (1965–1972) - Joachim Marx (1966–1975) - Robert Gadocha (1967–1975) - Kazimierz Deyna (1968–1978) - Anii '70 - Jerzy Gorgoń (1970–1978) - Lesław Ćmikiewicz(1970–1979) - Antoni Szymanowski (1970–1980) - Jan Tomaszewski (1971–1981) - Grzegorz Lato (1971–1984) - Henryk Kasperczak (1973–1978) - Andrzej Szarmach (1973–1982) - Władysław Żmuda (1973–1986) - Paweł Janas (1976–kjojoijio - Zbigniew Boniek (1976–1988) - Marek Dziuba (1977–1984) - Andrzej Iwan (1978–1987) - Roman Wójcicki (1978–1989) | - Anii '80 - Andrzej Buncol (1980–1986) - Waldemar Matysik (1980–1989) - Włodzimierz Smolarek (1980–1992) - Dariusz Dziekanowski (1981–1990) - Ryszard Tarasiewicz (1984–1991) - Dariusz Wdowczyk (1984–1992) - Jan Furtok (1984–1993) - Krzysztof Warzycha (1984–1997) - Jan Urban (1985–1991) - Józef Wandzik (1985–1995) - Marek Leśniak (1986–1994) - Roman Kosecki (1988–1995) - Anii '90 - Wojciech Kowalczyk (1991–1999) - Tomasz Wałdoch (1991–2002) - Andrzej Juskowiak (1992–2001) - Piotr Świerczewski (1992–2003) - Jacek Bąk (1993–2008) - Jacek Zieliński (1995–2003) - Tomasz Hajto (1996–2005) - Radosław Kałużny (1997–2006) - Jerzy Dudek (1998–2010) - Tomasz Kłos (1998–2006) - Maciej Żurawski (1998–2008) - Jacek Krzynówek (1998–2009) - Paweł Kryszałowicz (1999–2004) - Tomasz Frankowski (1999–2006) - Michał Żewłakow (1999–2011) - Anii 2000 - Emmanuel Olisadebe (2000–2004) - Kamil Kosowski (2001–2009) - Mariusz Lewandowski (2002–2009) - Ebi Smolarek (2002–2010) - Dariusz Dudka (2004–) - Jakub Błaszczykowski (2006–) - Robert Lewandowski (2008–) |

Îngroșat- Jucătorul are cel puțin 50 de meciuri jucate și 10 goluri

## Antrenori

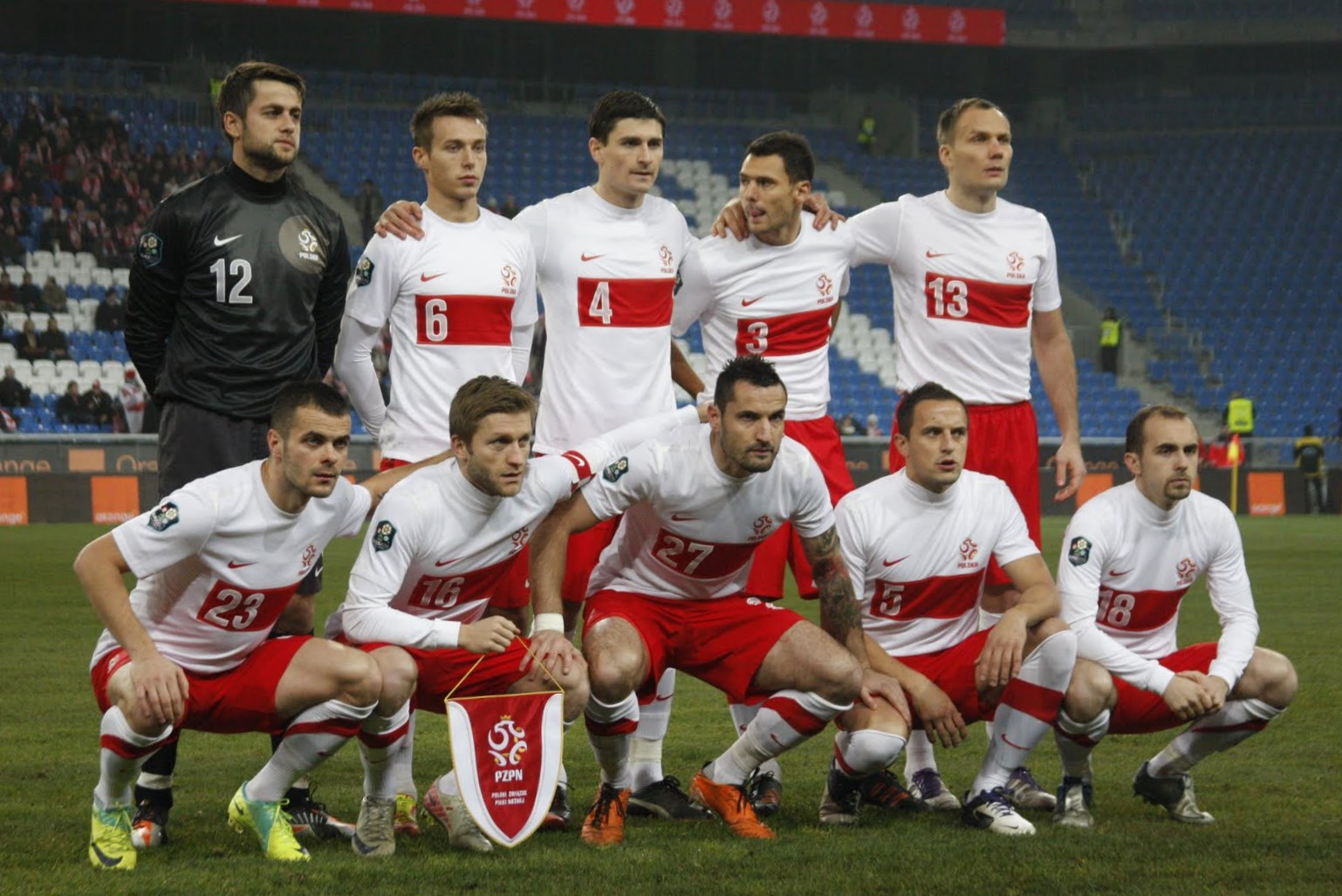
Polonia - 2011

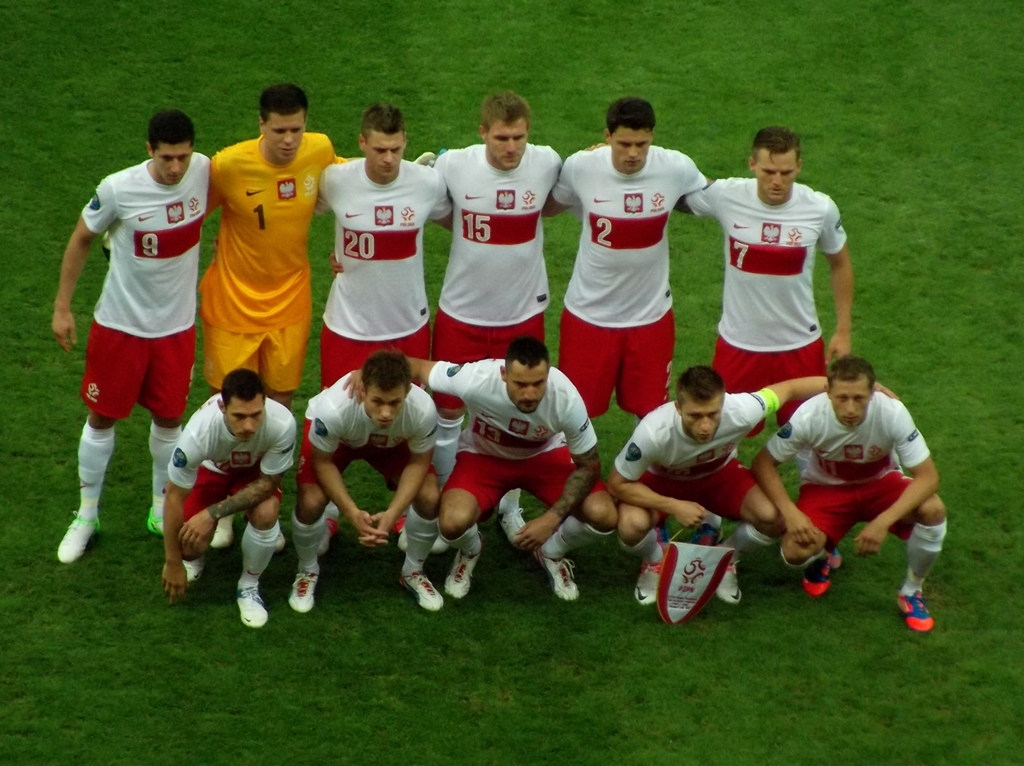
Polonia - 2012

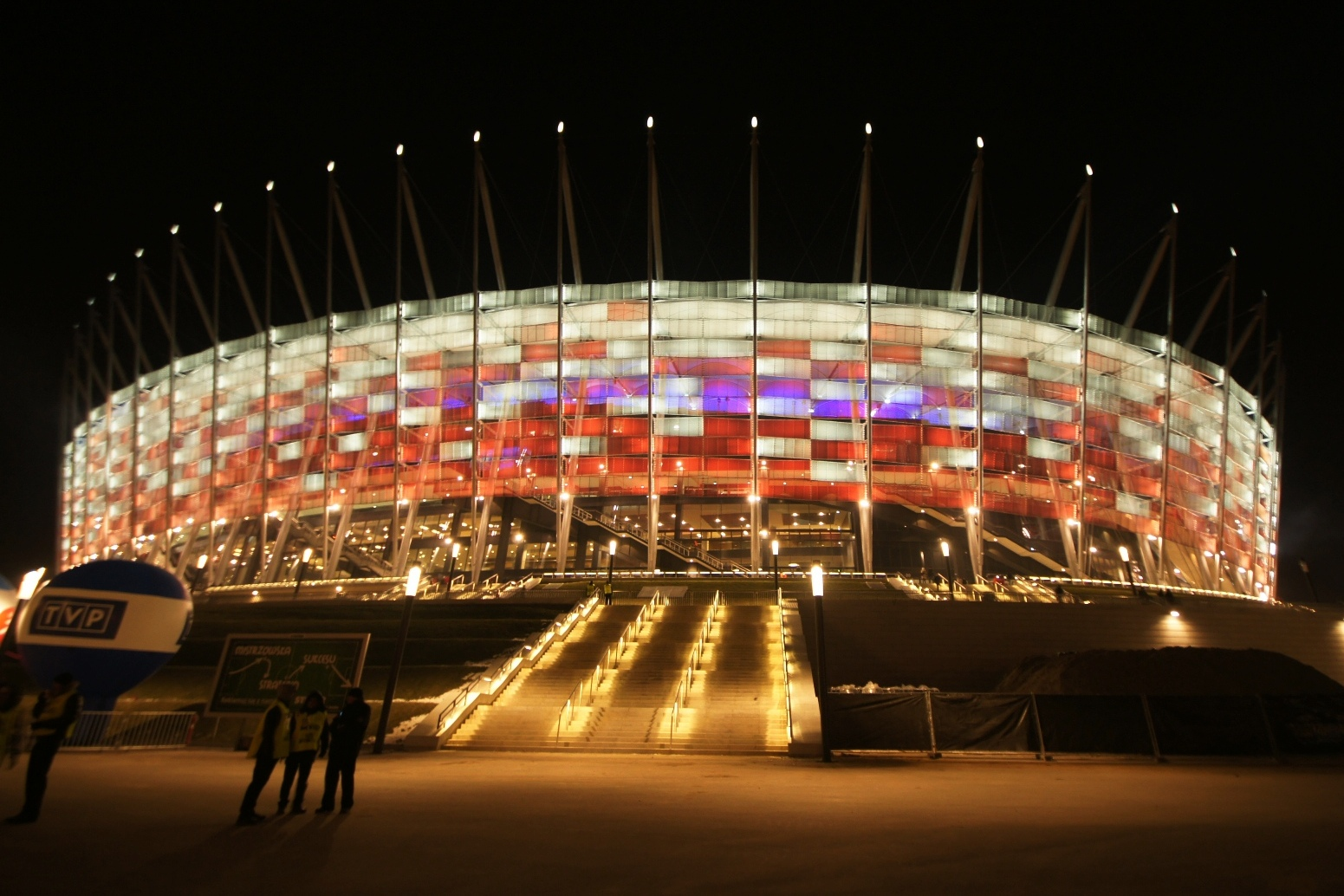
Stadonul Național din Varșovia

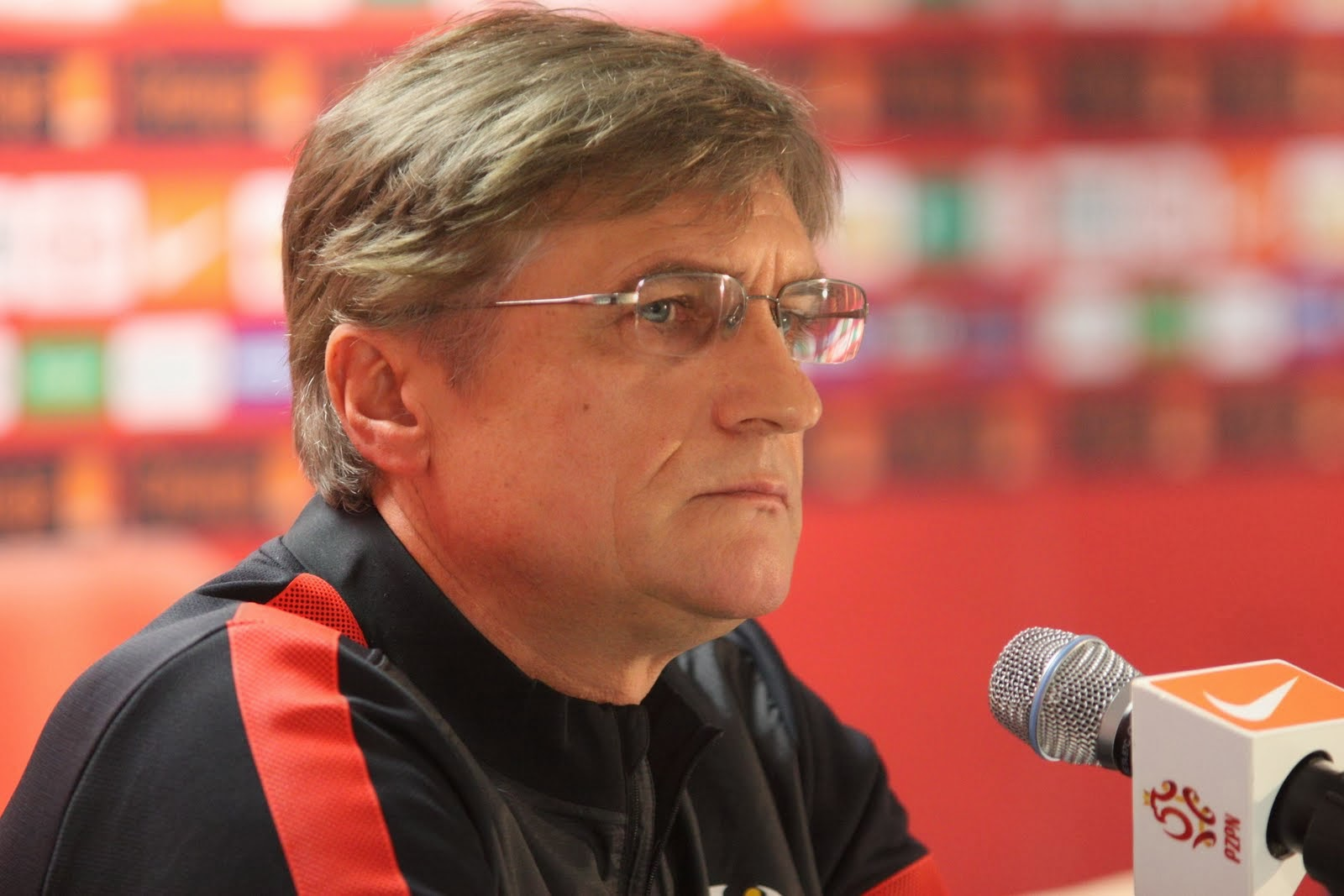
Antrenor - Adam Nawałka (2013-2018)

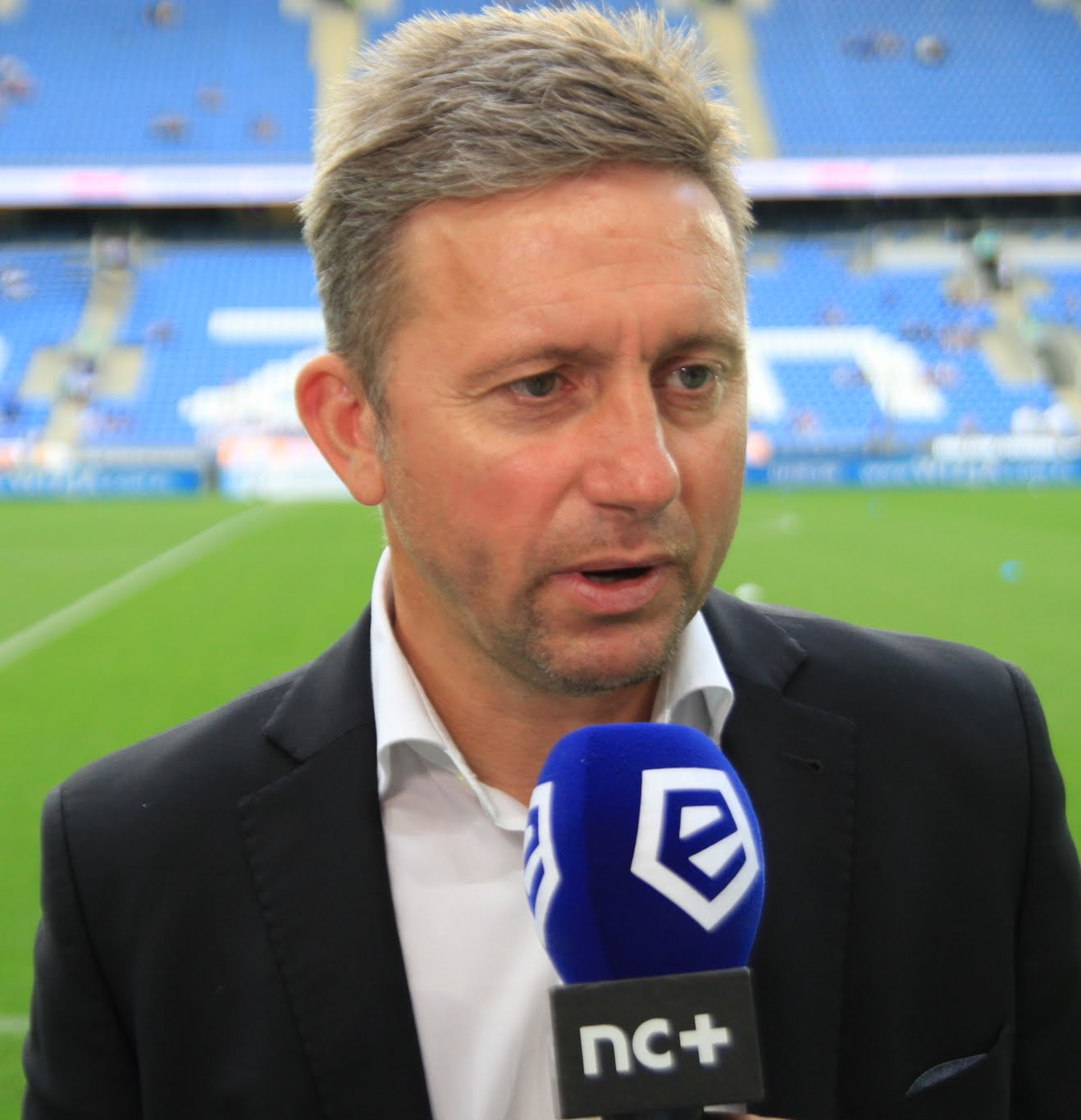
Antrenor - Jerzy Brzęczek (2018-2021)

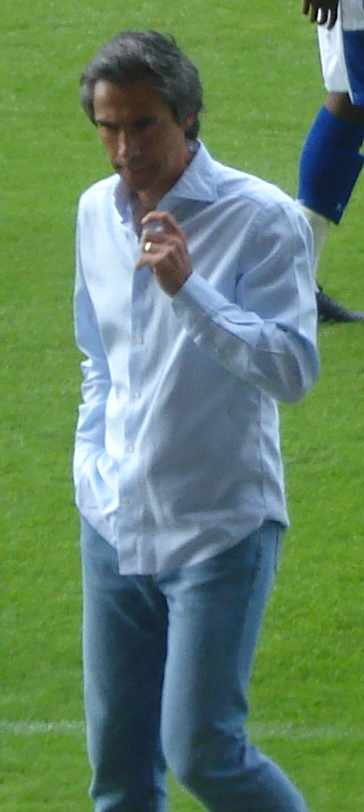
Antrenor - Paulo Sousa (2021)

| Antrenorii Poloniei începând cu anul 1922 | Din        | Până în    |
| ----------------------------------------- | ---------- | ---------- |
| Józef Szkolnikowski                       | 1921-03-12 | 1922-05-14 |
| Józef Lustgarten                          | 1922-05-14 | 1922-09-03 |
| Kazimierz Glabisz                         | 1923-06-03 | 1923-11-01 |
| Adam Obrubański                           | 1924-08-10 | 1924-08-31 |
| Tadeusz Kuchar                            | 1925-07-19 | 1925-07-19 |
| Tadeusz Synowiec                          | 1925-08-30 | 1927-06-19 |
| Tadeusz Kuchar                            | 1928-06-10 | 1928-06-10 |
| Stefan Loth                               | 1928-07-01 | 1931-10-25 |
| Józef Kałuża                              | 1932-05-29 | 1939-08-27 |
| Henryk Reyman                             | 1947-06-11 | 1947-08-31 |
| Andrzej Przeworski                        | 1947-09-14 | 1947-10-26 |
| Zygmunt Alfus                             | 1948-04-04 | 1948-09-19 |
| Andrzej Przeworski                        | 1948-10-10 | 1948-10-17 |
| Mieczysław Szymkowiak                     | 1949-05-08 | 1949-11-06 |
| Mieczysław Szymkowiak                     | 1950-05-01 | 1950-10-22 |
| Ryszard Koncewicz                         | 1953-05-10 | 1956-07-22 |
| Alfred Nowakowski                         | 1956-08-26 | 1956-08-26 |
| Czesław Krug                              | 1956-10-28 | 1956-11-16 |
| Henryk Reyman                             | 1957-05-19 | 1958-10-05 |
| Czesław Krug                              | 1959-05-20 | 1962-11-28 |
| Wiesław Motoczyński                       | 1963-05-15 | 1965-11-01 |
| Ryszard Koncewicz                         | 1966-01-05 | 1966-01-05 |
| Antoni Brzeżańczyk                        | 1966-05-03 | 1966-07-05 |
| Alfred Nowakowski                         | 1966-09-11 | 1966-10-22 |
| Michał Matyas                             | 1966-11-17 | 1967-10-29 |
| Ryszard Koncewicz                         | 1968-04-24 | 1970-10-25 |
| Kazimierz Górski                          | 1971-05-05 | 1976-07-31 |
| Jacek Gmoch                               | 1976-10-16 | 1978-09-06 |
| Ryszard Kulesza                           | 1978-10-11 | 1980-12-07 |
| Antoni Piechniczek                        | 1981-01-25 | 1986-06-16 |
| Wojciech Łazarek                          | 1986-10-07 | 1989-06-03 |
| Andrzej Strejlau                          | 1989-08-23 | 1993-09-22 |
| Lesław Ćmikiewicz                         | 1993-10-13 | 1993-11-17 |
| Henryk Apostel                            | 1994-02-09 | 1995-11-15 |
| Władysław Stachurski                      | 1996-02-19 | 1996-05-01 |
| Antoni Piechniczek                        | 1996-06-02 | 1997-05-31 |
| Krzysztof Pawlak                          | 1997-06-14 | 1997-06-14 |
| Janusz Wójcik                             | 1997-09-06 | 1999-10-09 |
| Jerzy Engel                               | 2000-01-26 | 2002-06-14 |
| Zbigniew Boniek                           | 2002-07-15 | 2002-11-20 |
| Paweł Janas                               | 2003-02-12 | 2006-06-20 |
| Leo Beenhakker                            | 2006-07-11 | 2009-09-10 |
| Stefan Majewski                           | 2009-09-17 | 2009-10-28 |
| Franciszek Smuda                          | 2009-10-29 | 2012-06-16 |
| Waldemar Fornalik                         | 2012-07-10 | 2013-10-16 |
| Adam Nawałka                              | 2013-10-26 | 2018-07-30 |
| Jerzy Brzęczek                            | 2018-08-01 | 2021-01-18 |
| Paulo Sousa                               | 2021-01-21 | 2021-12-29 |
| Czesław Michniewicz                       | 2022-01-31 | 2022-12-31 |
| Fernando Santos                           | 2023-01-24 | 2023-09-13 |
| Michał Probierz                           | 2023-09-20 |            |